# Liste mittelalterlicher Walddeutscher Siedlungen

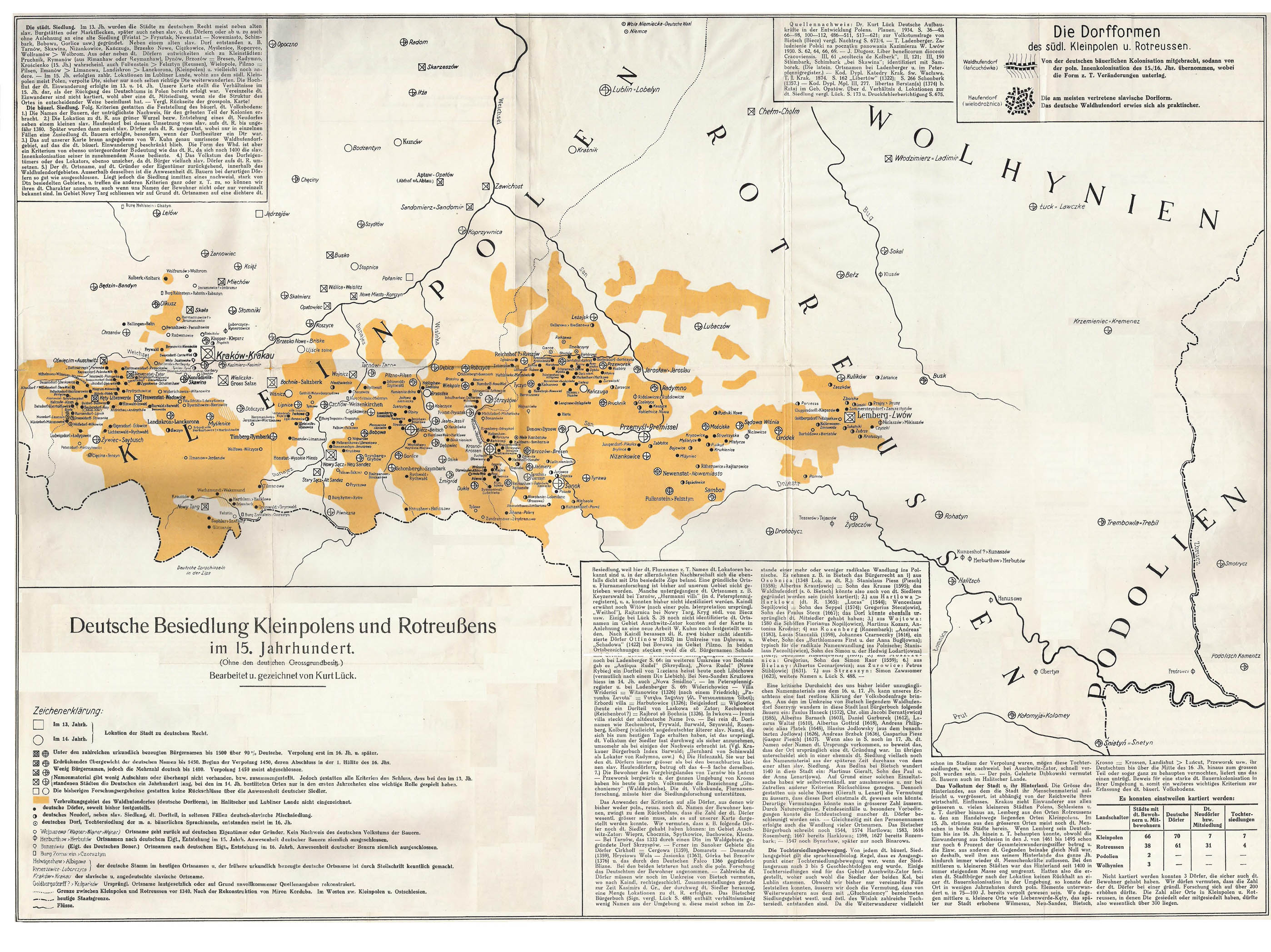
Die Ausdehnung der deutschen Besiedlung Kleinpolens und Rotreußens im 15. Jahrhundert. Kurt Lück, Posen, 1934, heute als „maximalistisch“ beschrieben

Die Liste zeigt die Entwicklung mittelalterlicher deutscher Siedlungsnamen im polnischen Karpathengebiet. Die deutschen Siedlungen zwischen Wisłoka und San gehören zum Gebiet der sogenannten Walddeutschen. Das Gebiet am Dunajec wurde zu ihnen auch manchmal dazu gezählt. Die Liste umfasst auch andere südpolnische Dörfer in der Region Kleinpolen, westlich der Wisłoka, die im Mittelalter einen Namen deutscher Herkunft hatten, z. B. im damals schlesischen Herzogtum Auschwitz, sowie beidseits des oberen Dunajec, damals Grenzfluss zur ungarischen Zips, dessen nordwestliche Ecke als polnische Zips heute ebenfalls zu Polen gehört.

## Walddeutsche (zwischen Wisłoka und San)
| Ort                                           | Einzugsgebiet/ Siedlungsgebiet | Erwähnungen | Namenskategorie                                     | Bemerkungen |
| --------------------------------------------- | ------------------------------ | --- | --------------------------------------------------- | --- |

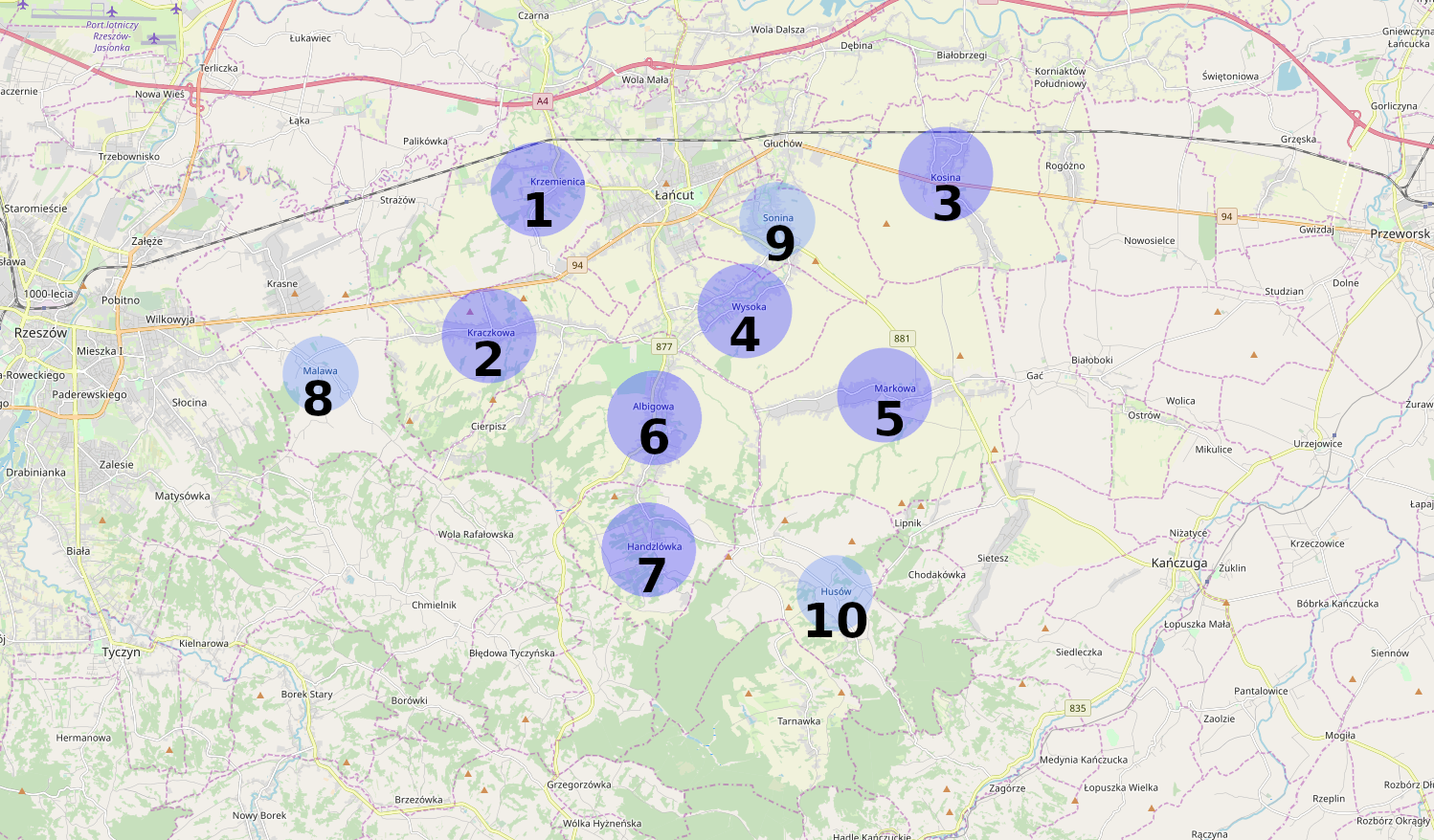
Die ehemalige walddeutsche Sprachinsel um Łańcut:
1) Krzemienica,
2) Kraczkowa,
3) Kosina,
4) Wysoka,
5) Markowa,
6) Albigowa,
7) Handzlówka
Dörfer mit geringem, schwierig bestimmbarem oder nur vermutlichem Anteil deutscher Bevölkerung:
8) Malawa,
9) Sonina,
10) Husów

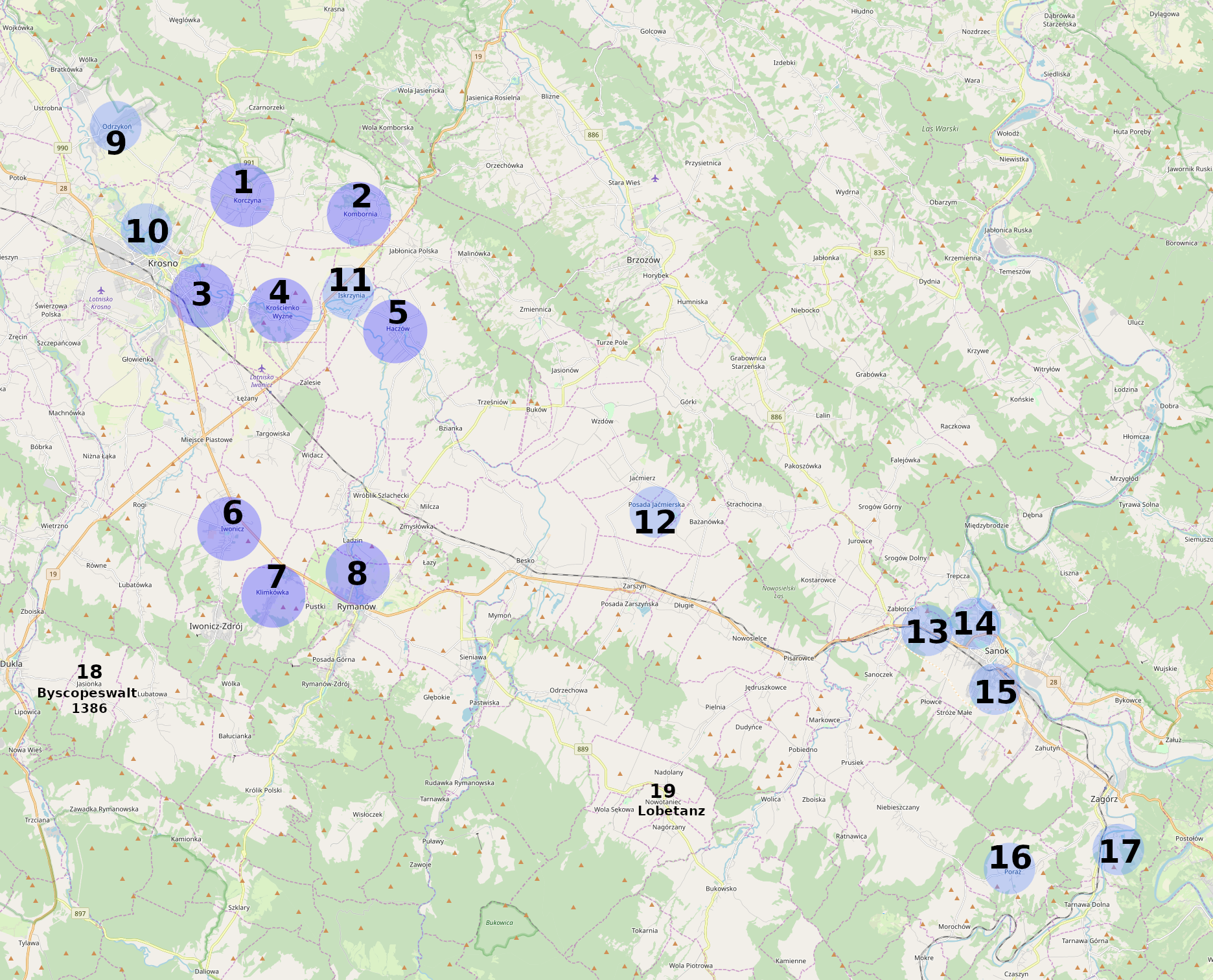
Die ehemaligen walddeutschen Sprachinseln um Krosno, Iwonicz und Sanok:
1) Korczyna,
2) Kombornia,
3) Krościenko Niżne,
4) Krościenko Wyżne,
5) Haczów,
6) Iwonicz,
7) Klimkówka,
8) Przedmieście (Posada) bei Rymanów
Dörfer mit geringem, schwierig bestimmbarem oder nur vermutlichem Anteil deutscher Bevölkerung:
9) Odrzykoń,
10) Białobrzegi,
11) Iskrzynia,
12) Posada Jaćmierska,
13) Dąbrówka Polska,
14) Przedmieście Sanockie,
15) Posada Olchowska,
16) Poraż,
17) Wielopole
Andere:
18) Jasionka,
19) Nowotaniec

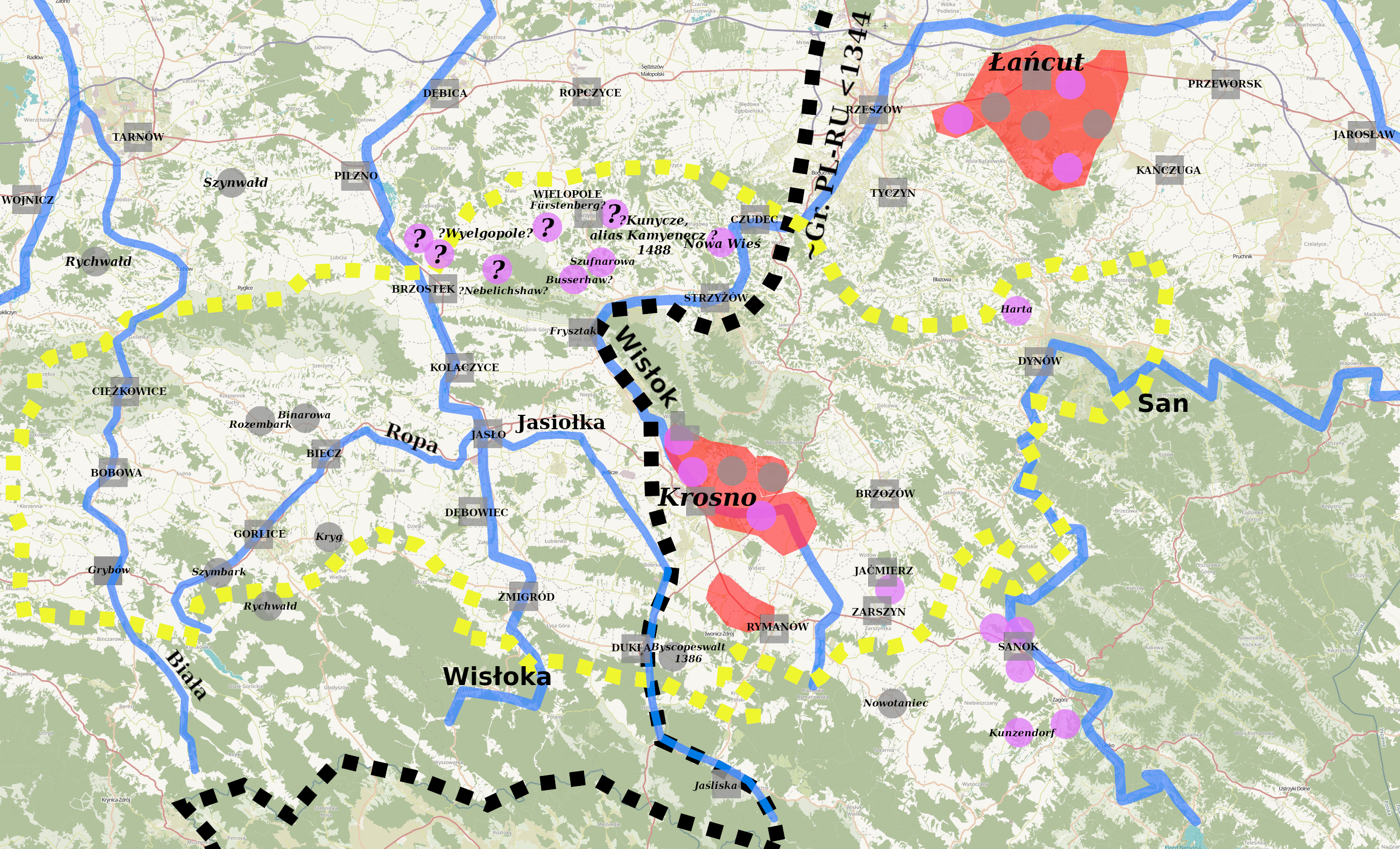
Weitere walddeutsche Siedlungen zwischen Wisłoka und San

| Albigowa (Helwigeshow)                        | Wisłok/Łańcut                  | - Helwygeshow 1384 - Helwygowa 1424 - Elwigowa 1437 - Halwygowa 1450 - Halbigshawe 1466 - Halbigshaw 1481 - Halbigeshaw 1482 - Alvigova 1508 - Halwigowa 1589 - Albigowa 1604                                          | -hau (Rodungsnamen), -owa                           | - Ein Dorf mit großem Anteil deutscher Bevölkerung - Überdauerung der deutschen Sprache bis zum 17. Jahrhundert; |
| Krzemienica                                   | Wisłok/Łańcut                  | - Crzemienica 1381 - Krzemyenycza 1450 - Cremcz, Cremisz, Cremnicz, Cremnÿcz, Crzemcza, Crzemens, Crzemycnicza, Czre, Czrementz, Czremnicz, Czremnÿcz, Kremczem, Krzemenyca 1451–1482                                  | -ica (slawisch, ruthenisch?)                        | - Laut der Tradition im Jahr 1349 gegründet; - Ein Dorf mit großem Anteil deutscher Bevölkerung - Überdauerung der deutschen Sprache bis zum 16. Jahrhundert; |
| Wysoka                                        | Wisłok/Łańcut                  | - Wyssoka 1384 - Wissoka 1450 - Wyssick 1451–1482 | -ka (slawisch, topographisch)                       | - Ein Dorf mit großem Anteil deutscher Bevölkerung - Überdauerung der deutschen Sprache bis zum 16. Jahrhundert; |
| Kosina                                        | Wisłok/Łańcut                  | - scultetus in Kossyna nomine Johannes 1369 - Kosszina 1450 - Koss(z)e 1451–1482 | -ina (slawisch, ruthenisch?)                        | - Überdauerung der deutschen Sprache bis zum 16. Jahrhundert; |
| Haczów                                        | Wisłok/Krosno                  | - Hoczow 1388 - Oczow, Hoczow 1419 - Hoczaw 1423 - Hoczowo 1424 - Hoczczw 1432 - Hotczow 1433 - Hocze 1440 - Haczow 1481                                                                                               | -ów (slawisch), eventuell -au (1423)                | - Lokationsprivileg vor dem Jahr 1370 von König Kasimir dem Großen; - Im Jahr 1388 schon bestehend an den Flüssen: Visloka [Wisłok], Morbach (mit deutschem Suffix -bach); heute Morawa, genau wie der polnische Name des Flusses der March und Radzis [Radziszów]; - Überdauerung der deutschen Sprache bis zum Jahr 1604 |
| Iwonicz                                       | Wisłok/Krosno                  | - Ywanczepole 1427 - Iwancze, Iwaniecz 15.–16. Jahrhundert - Iwoniec 17. Jahrhundert | -icz (slawisch, ruthenisch), -pole (wörtlich -feld) | - Das Derivat Iwańcze ist ruthenisch; - Der Terminus Pole (wörtlich -feld) deutete im 15. Jahrhundert auf entvölkerte Wüstungen, also Orte, die neu besiedelt wurden; - 1427 wurde eine Lichtung Cornslag, heute Cerflak, erwähnt; der Name ist wahrscheinlich deutscher Herkunft; - Überdauerung der deutschen Sprache bis zum 16. Jahrhundert; |
| Klimkówka                                     | Wisłok/Krosno                  | - Clymkowa 1436 - Climkowa 1446 - Klymkowka 1479, 1504 | -ówka                                               | - Ein Dorf mit großem Anteil deutscher Bevölkerung |
| Jasionka (Bischofswald)                       | Rymanów                        | - Byscopeswalt 1386 - Iassonka 1412 | -wald                                               | - Wahrscheinlich von einem deutschen Lokator gegründet und nach den Bischöfen von Przemyśl benannt; |
| Odrzykoń (Ehrenberg)                          | Wisłok/Krosno                  | - villa Eremberch alias Odrzykon (1402) 1643 - villam Errenberg 1410 | -berg                                               | - Ehemalige Grenzburg (Wisłoka war der polnisch-ruthenische Grenzfluss bis etwa 1344), das Dorf ist wahrscheinlich jünger; - Ein Dorf mit geringem, schwierig bestimmbarem oder nur vermutlichem Anteil deutscher Bevölkerung |
| Owczary (Reichwalde)                          | Wisłoka/Gorlice                | - Richwald in terra Beycensi 1404 - Richwald 1557 | -wald                                               | - Bis 1949 das lemkisch bewohnte Rychwałd; |
| Sonina (Schönerwald)                          | Wisłok/Łańcut                  | - Schonerwalt 1384 - Sanyna 1450 - Szanyna | -wald; -ina (slawisch)                              | - Identifikation umstritten; |
| Wielopole Skrzyńskie (Fürstenberg?)           | Wisłoka/Ropczyce               | - oppidi Furstinberg 1394 - Furstinberg 1405 - ? Fwrstonbarg 1451–1482 | -berg                                               | - Identifikation umstritten; |
| Rożnowice (ehem. Rozembark) (Rosenberg)       | Wisłoka/Gorlice                | - Rosumbark 1354 - Rosembergk 1415 - Rosenbark 1416 | -berg                                               | - Bis 1949 Rozembark; |
| Szyldberg/S(z)elbark (Schiltberg)             | Strzyżów?                      | - Szeltberk 1382 - Sziltberk 1384 | -berg                                               | - Identifikation mit Strzyżów, dessen Ortsname eine freie Übersetzung von Schilt[berg] wäre – analog zu Ostrzeszów (frűher als Ostrzeschow alias Schiltberg erwähnt) in Großpolen, wurde vorgeschlagen; - Eine Stadt in den Jahren 1382 bis 1402, (also im Fall von Strzyżów wäre die Situation analog zum benachbarten Städtchen Wielopole Skrzyńskie bzw. Fürstenberg) im ältesten Stadtbuch von Biecz aus dem späten 14. Jahrhundert wurde ein Vogt Philippus de Schilperg erwähnt (Item Paulus et Philippus advocatus de Schilperg sunt concordati eo modo …) |
| Szymbark (Schönberg)                          | Wisłoka/Gorlice                | - Scheinberg 1359 - Schonbergk 1369 | -berg                                               | - Im Jahr 1359 eine Stadt; |
| Frysztak (Frenstadt)                          | Wisłok/Strzyżów                | - Frienstat 1374 - Freynstadt 1400 - Fristat 1408 | -stadt                                              | |
| Jaśliska/Wysokie Miesto (Honstadt, Hochstadt) | San/Sanok                      | - civitatem vulgariter Honstath sed in Polonico Wysszokie Mesto nuncupatum (1366) 1367 - Iaselska 1389 - Iaslyska 1434 - Honstad seu in polonico lasliska 1477                                                         | -stadt                                              | - Die Stadt wurde im Jahr 1366 gegründet, Doppelname deutet auf bedeutsamen Anteil polnischer Bewohner hin, der Terminus vulgariter auf die deutschsprachige Mehrheit; - Die vermutlich ältere (schon aus der Zeit des Fürstentums Halytsch-Wolodymyr stammende) Siedlung Jaśliska wurde nach der Gründung der Stadt zum Posada Jaśliska umbenannt, aber erstmals im Jahr 1552 als Possada Jasliska erwähnt; - Adam Fastnacht glaubte, der deutsche Name habe sich nicht etabliert, weil ihn der polnischsprachige Name der älteren Siedlung Jaśliska überwand;   |
| Posada Jaćmierska                             | San/Sanok                      | - Jaczimirz 1390 - Super … opidi Iaczymyrzensis Possada seu suburbio 1437 | Posada (Vorstadt)                                   | - Im Jahr 1390 wurde es vom König Władysław II. Jagiełło dem deutschstämmigen Ritter Fryderyk My(s)snar aus Meißen erteilt; - Ein Dorf mit geringem, schwierig bestimmbarem oder nur vermutlichem Anteil deutscher Bevölkerung |
| Husów (Langenhau bzw. Langenau, Huss(h)au)    | Wisłok/Łańcut                  | - villae Langyn Aw … viro Lang Hanszyl 1381 - Langenhow 1384 - Hussow 1443, 1450, 1589, 1644, 1794 - Ussow 1661 - Hussów, dawna kol. niem. Huschau, Hussav lub Hussau 1882                                             | -hau bzw. -au                                       | - Identifikation umstritten, oft verwechselt mit anderen Orten wie: Handzlowa/Handzlówka, Dylągowa und Dylągówka, am wahrscheinlichsten Husów, weil es im späten 16. Jahrhundert in Markowa noch Langenaw sowie Langenhaw genannt wurde. - Ein Dorf mit geringem, schwierig bestimmbarem oder nur vermutlichem Anteil deutscher Bevölkerung |
| Malawa (Lichtenhau bzw. Lichtenau)            | Wisłok/Łańcut                  | - Lichtenhaw als [alias] Malowa (1424) - Malowa 1450 - Lichtenaw 1483 - Malyowa Volya 1515 - Malawa 1589, 1629, 1794                                                                                                   | -hau                                                | - Ein Dorf mit geringem, schwierig bestimmbarem oder nur vermutlichem Anteil deutscher Bevölkerung |
| Kombornia (Kaltborn)                          | Wisłok/Krosno                  | - Kaltborn 1407 bzw. 1426 - Kaltborna 1426 bzw. 1427 - Caldborn 1438 - Caldbornia 1455 - Calbornya 1457 - Nova Cambornya 1470 - Antiqua et Nowa Kalbornya 1486 - Kalbornya magna 1499 - Kabornya 1501 - Kambornia 1589 | -born -nia                                          | - Ein Dorf mit großem Anteil deutscher Bevölkerung - Die bekannten Einwohner: 1426 Paulus (Petir) Barthusch, 1427 Antiquus Antil, 1431 Paweł Bartusch, 1449 Michael, 1455 Georgius Preysnar, 1457 Handzel Saydel, Georgius Prewsnar, 1461 Michael Praysner, Georgius Prewsner, 1488 Nicolaus Garnek, 1497 Laurentius Kwcla (a. Kuklya), 1529 Iohannes Piotrasz; 1438 Peter Gebawer von Caldborn; |
| Łańcut (Landeshut)                            | Wisłok/Rzeszów                 | - Landshut 1369 - Lanczhuth 1396 - Landishno 1406 - Landishutte 1424 - Lanczuth 1430 - Lanczhutte, Landishut, Lantczhut 1451–1482 - Łanczuth 1589 - Łantschut 1615 - Łancuth[a] 1676 - Lancut 1794 - Łańcut 1851       | -hut                                                | |
| Hannusdorf                                    | Wisłok/Krosno                  | - von Hannusdorf 1397 - de Hannusdurff 1433 | -dorf                                               | - untergangenes Dorf; - Kurt Lück passte es auch an die Erwähnungen von Hannushau an; |
| Jungendorf                                    | San/Przemyśl                   | - luengendorff, villa sic dicta 1410 - Jungendorf 1413 | -dorf                                               | - untergangener Ort; nach der Karte von Kurt Lück Pikulice bei Przemyśl; |
| Poraż (Kunzendorf)                            | San/Sanok                      | - villam novam, quae vulgariter Cuntzendorph nominatur …in silva vulgariter dicta Poras 1383 | -dorf                                               | - Cuntzendorph – Name des Dorfes, Poras – Name des Waldes; |
| Michałówka? (Michelsdorf)                     | Wisłok/Strzyżów                | - [sculteciam nostram in villa] Michilsdorf 1408 | -dorf                                               | - Einmalige Erwähnung als das Schulzenamt im gut entwickelten Dorf vom Przecław von Wzdów in der Gmina Haczów am Bischof von Przemyśl, Maciej Janina, verkauft wurde; Wahrscheinlich in der Umgebung von Krosno, weil das Dokument vom Vogt und den Ratgeber aus dieser Stadt unterschrieben wurde; - Identifikation umstritten bzw. unsicher: Michałówka, ein Weiler von Wysoka Strzyżowska oder Michałówka in der Landgemeinde Radymno; Beide Ortsnamen tauchten aber erst im 19. Jahrhundert auf;                                                              |
| Nowa Wieś Czudecka (Neuendorf)                | Wisłok/Strzyżów                | - versus Tzus/Czuz est edificata una villa que vocatur Nuendorf … Nuendorff 1405 - Nowa Wyesz 1445 | -dorf                                               | |
| Kraczkowa (Neudorf)                           | Wisłok/Łańcut                  | - in villa nostra dicta Noua Villa, vulgariter autem Daz Newdorf 1369 - in districtu Lanchudensi …Nawedorph 1384 - Kraczkowa 1450 - Craczem, Craczen, Kraczem, Kraczim, Kraczin, Kroczczim 1451–1482                   | -dorf                                               | - Ein Dorf mit großem Anteil deutscher Bevölkerung |
| Binarowa                                      | Wisłoka/Gorlice                | - Binarowa wola 1363 - de Benerhaw 1389 - Benarowa 1391 - de Benirhaw 1395 - Binarowa 1415 - Byenarowa 1470–1480 | -owa, -hau (Rodungsnamen)                           | - Im Jahr 1349 von Mikołaj Vlosniczar und Herman gegründet; - In Quellen aus der Stadt Biecz in den Jahren 1388 bis 1399 wurden die Namen Bernhow und Benihave notiert, wahrscheinlich die deutschsprachige Rodungsnamen des Dorfs, wie auch die Namen Bytnarschow, Benirhow, Benihaw, Bernhow, Benerhaw, Bernhaw, Benirhaw, Benhave. |
| Büsserhau                                     | Wisłoka/Brzostek               | - item Wusserhaw, Tzetzemil; predicte ville sunt versus Kozegow … item Wiszna Antiquum et Novum tenet Mitzka et Paska, fratres dicti Wisinsky, et etiam tenent Busserhow [Busserhaw] 1405                              | -hau (Rodungsnamen)                                 | - Unidentifiziert: möglicherweise Pstrągówka bei Szufnarowa; |
| Hannushau, auch Hanneshau                     | Wisłok                         | - de Hannushaw 1389 - de Hannishaw 1397 - de Hanushow, de Hoczow 1444 | -hau (Rodungsnamen)                                 | - Identifikation umstritten: Haczów oder ein Dorf bei Biecz? - Kurt Lück identifizierte es als Hańczowa und passte es auch an die Erwähnungen von Hannusdorf an; |
| Handzlówka (Hanselshow)                       | Wisłok/Łańcut                  | - in districtu Lanchudensi … Henselshow 1384 - Hanczlowa 1450 | -hau (Rodungsnamen)                                 | - Ein Dorf mit großem Anteil deutscher Bevölkerung |
| Korczyna (Kotkenhau)                          | Wisłok/Krosno                  | - Cothczina Wola 1392 (laut einer Quelle aus dem 19. Jahrhundert) - Kotkenhaw 1410 - Kockenhaw 1419 - de Kotkenhaw 1432 - Koczina 1440 - Kothczyna 1448 - de Cockenhaw 1452 - Kotczyna 1515 - Korczijna 1590           | -hau (Rodungsnamen), -yna                           | - Ein Dorf mit großem Anteil deutscher Bevölkerung - Die bekannten Einwohner: 1419, 1423 Stanislaus Schindeler, Ehefrau Margaretha, 1429 Cleyn Steffan, 1432 Stanislaus Schindeler, 1440 Stenczel Schendlar, Iohannes Barnasch, 1445 Cloze Olbrecht, 1452 Parvus Greger; |
| Markowa (Markenhow)                           | Wisłok/Łańcut                  | - Markenhow 1384 - von Markinhaw 1437 - von Marckenhaw(e) 1465 | -hau (Rodungsnamen)                                 | - Ein Dorf mit großem Anteil deutscher Bevölkerung |
| Przesiek (Nebelichshau)                       | Wisłoka/Brzostek               | - villa vocatur Nebelichshaw dicta Przesik … item Neblichhow … item Kemenitz et Neblickshaw [Noblicshaw] 1405 | -hau (Rodungsnamen)                                 | - Unidentifiziert, wahrscheinlich ein Dorf bei Kamienica Górna; - Doppelname deutet auf bedeutsamen Anteil polnischer Bewohner; |
| Szufnarowa (Schuffnerhau)                     | Wisłok/Strzyżów                | - Schuffnerhaw 1405 | -hau (Rodungsnamen)                                 | - Ein Dorf mit geringem, schwierig bestimmbarem oder nur vermutlichem Anteil deutscher Bevölkerung |
| Pakoszówka (Tomkenhau)                        | San/Sanok                      | - villam nostram Thomkynhaw wlgariter Pacoschokka … in terra Sanocensi sitam 1408 | -hau (Rodungsnamen)                                 | - Doppelname deutet auf bedeutsamen Anteil polnischer Bewohner, der Terminus wlgariter auf die Mehrheit; - Die Erwähnung von Thomkynhaw mit der Gründung von Lalin Niemiecki (etwa Deutsch Lalin) bei Sanok verbunden ist; |
| Szczepańcowa (Tscheppenshau)                  | Wisłok/Krosno                  | - Sczepancz[owa Wo]lya 1399 - von Czepenshaw 1473 - Czeppenshaw 1474 - von Czeppenszhaw 1478 | -hau (Rodungsnamen)                                 | Der deutsche Rodungsname stammt aus dem Schöffenbuch des Dorfs Krzemienica mit der Anmerkung, dass die Identifizierung unsicher ist; |
| Willemshaw                                    | Wisłoka/Biecz                  | - Willemshaw 1398 | -hau (Rodungsnamen)                                 | - Ein unidentifiziertes Dorf in der Umgebung von Biecz; - Iacusch Moelner resignavit terciam partem molendini advocati versus Willemshaw 1398 |
| Bramburk                                      | Wisłoka/Biecz                  | - Bramburk 1376 | -burg                                               | - Ein unidentifiziertes Dorf in der Umgebung von Biecz; |
| Wójtowa                                       | Wisłoka/Biecz                  | - Woitowa wes 1363 - de Voytyshan bzw. Voytyshar 1389 | -owa, -hau (Rodungsnamen)                           | |
| Harta Dolna, Górna und Wysoka (Harte)         | San/Brzozów                    | - Hartha 1429 | -a                                                  | - Ein Dorf mit geringem, schwierig bestimmbarem oder nur vermutlichem Anteil deutscher Bevölkerung - Der Name einfachen Appellativ Hart (Bergwald) ist, mit polnischem femininem Suffix -a; |
| Nowotaniec (Lobetans)                         | San/Sanok                      | - Lobetans 1614 (1409) - Lubetancz 1424 - Lobotanecz 1437 | -tanz                                               | - 1366 unter dem Namen Brzozowa gegründet; - Als Lubotaniec (auch Lobotan(i)ec) polonisiert; - Eine Stadt in den Jahren 1444 bis 1918; - Nur einzelne Bewohner im 15. Jahrhundert wurden urkundlich erwähnt; |
| Królik Polski (Johann)                        | San/Sanok                      | - villa debet nuncupari Iohane (1389) 1428 | Ortsnamen, die Personennamen gleich sind            | - Der ursprüngliche einmalig erwähnte Name nach dem Gründer bzw. ersten Schulz änderte sich später zu Królik(ów) - Kurt Lück falsch identifizierte Iohane als Polany; |
| Kryg (Krieg)                                  | Wisłoka/Gorlice                | - Kryg (1377) 1583 | Ortsnamen, die Personennamen gleich sind            | |
| Gorliczyna                                    | San/Przeworsk                  | - Arnultowa Wola 1394 - von Görleczdörff 1479 | -yna (slawisch) -dorf (1479)                        | - Die einmalige Erwähnung von Görleczdörff stammt aus dem Schöffenbuch des Dorfs Krzemienica; |

## Am Dunajec
| Ort                                       | Siedlungsgebiet        | Erwähnungen | Namenskategorie                          | Bemerkungen |
| ----------------------------------------- | ---------------------- | --- | ---------------------------------------- | --- |
| Grywałd (Grünwalde)                       | Nowy Targ              | - Grunewald 1330 - Grunuald 1335 - Grunwald 1354–1355; - Grynwalth 1529                                                                                           | -wald                                    | |

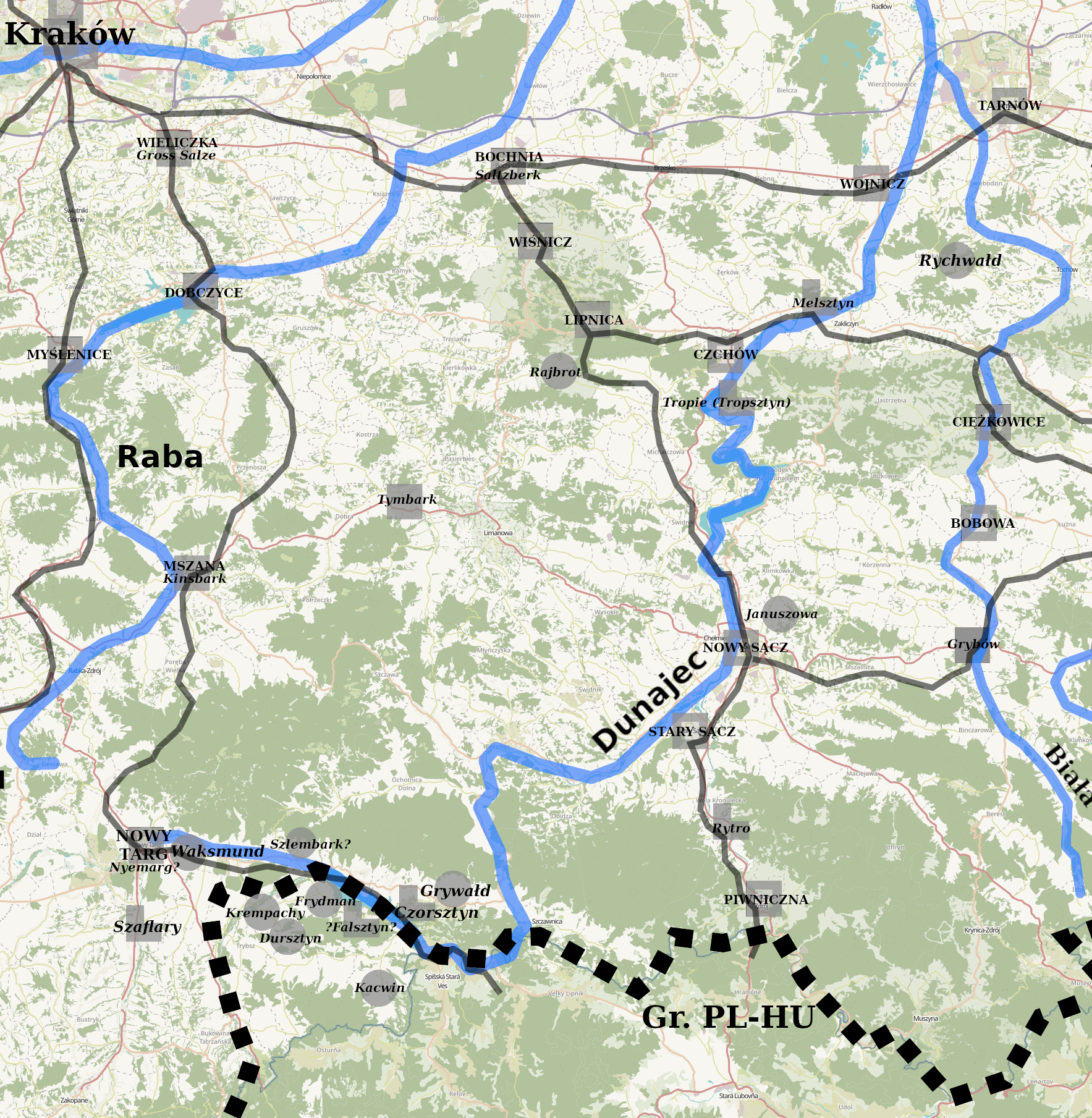
Deutsche Ortsnamen am Dunajec mit Biała und an der Raba

| Kejzerswałd (Keiserswald)                 | Tarnów                 | - Nos Spitimirus, castellanus … silvam … dictam Kezeyrswald (pro Keyzerswald) dedimus … locandam … Nicolao 1342 - super … villis … Keyzerswald 1344               | -wald                                    | - Identifikation unbestimmt: am meisten als Klikowa, jetzt ein Stadtteil von Tarnów, nordwestlich des Stadtzentrums identifiziert. - Der Name ist vom Personennamen Keiser abgeleitet, beispielsweise im Jahr 1469 als Martinus Kyesser … viceadocatus in Crosno [Krosno] erwähnt                                        |
| Rychwałd (Reichwalde)                     | Tarnów                 | - Richwałd/Richwald 1443 - Rychwalth 1493 - Richwald/Rychwald/Richwaldow 1508                                                                                     | -wald                                    | |
| Szynwałd (Schönwalde)                     | Tarnów                 | - Szonwald sive Mnich 1344 - Szyndwald 1350–1351 - Sinvald 1352 - Szunwald 1353 - Synvald 1357 - Schönvald/Sthynvald 1416 - Szynwald 1441                         | -wald                                    | |
| Łubowa Góra (Lubenberg)                   | Nowy Sącz (Neu Sandez) | - Libiberg 1268 | -berg                                    | - Im Jahr 1504 wurden alte ungarische und böhmische Privilegien für Gewinnung in den polnischen Karpaten und der polnischen Starostei von Zips, darunter in Pyenyen (Pieninen), Łancko (Łącko), Libiberg (heute Łubowa góra, oder Lubenberg, unweit von Zips), Moszyna (Muszyna), Croszczenko (Krościenko nad Dunajcem), |
| Szlembark (Schlamberg)                    | Nowy Targ              | - Slachimberk 1400 - Slebark 1487 - Sląbark 1536 - Slembark 1581 - Szlebark 1487 - Slabark 1536 - Slimbark 1680 - Szlembark 1964                                  | -berg                                    | |
| Tymbark (Tannenberg)                      | Limanowa               | - ecclesia nostra Tymbarcensi 1349 - in civitate…Jodiowa góra (1353) - Timbarg 1393 - Tamberg 1404                                                                | -berg                                    | - früher auch Jodłowa Góra, direkte Übersetzung von Tannenberg |
| Dursztyn (Dürrenstein oder Dürrstein)     | Nowy Targ/Zips         | - Derenscheyn 1437–1469 - Dornsteyn 1463 - Durstein 1471 | -stin (-stein)                           | |
| Falsztyn (Fal(ken)stein)                  | Nowy Targ/Zips         | - Falkenstein 1582 - Falkenstein 1589 | -stin (-stein)                           | - Gründung im Mittelalter umstritten; |
| Melsztyn (Mühlstein)                      | Brzesko                | - Mulsteyn 1336 - Mylsteyn 1362 - Mulsteyn 1363 - Myelsthyn 1456                                                                                                  | -stin (-stein)                           | - Burgruine; |
| Tropie (Tropsztyn) (Tropstein/Tropfstein) |                        | - Tropsztin (1231) - Tropsteyn 1390 - Tropstyn 1535 | -stin (-stein)                           | - Burgruine; - Der Name des Dorfes Tropie (erste Erwähnung im Jahr 1325, später auch Świrad genannt (1382), die Pfarrei im 16. Jahrhundert erwähnt) ist von älteren Burg abgeleitet; |
| Czorsztyn (Schornstein)                   | Nowy Targ              | - Czornsteyn 1359 - Csornsteyn 1401 | -stin (-stein)                           | - Burgruine; |
| Grybów (Gräv(en)stadt)                    | Nowy Sącz (Neu Sandez) | - Grewstat 1346–1347 - Grevenstat 1395 | -stadt                                   | |
| Czchów (Weisskirche)                      | Brzesko                | - Czchow alio modo alba ecclesia 1357 - Weyskirche 1389 | -kirche                                  | |
| Januszowa (Sonnenschein)                  | Nowy Sącz (Neu Sandez) | - Ianuschowa alias Sonnenschyn 1341 - Sonnenscheyn que Januszowa dicitur 1389 - Sonneszyn 1384 - Sonnenscheyn 1389 - Janusszowa alias Zymscheyn, Sonnenskeyn 1412 | -owa (polnisch), -schein                 | - Gründung verbunden mit Librantowa und Wolfowa/Olchówka (jetzt ein Weiler von Librantowa/Boguszowa); - Der polnische Name ist abgeleitet von Jan(usz) (schon polonisierte und übliche Form des deutschen Hans/Johannes);                                                                                                |
| Kacwin (Katz(en)winkel)                   | Nowy Targ/Zips         | - Katzwinkel 1320 - Kaczwinkel 1416 | -winkel                                  | |
| Frydman (Friedmann)                       | Nowy Targ/Zips         | - Friedmann 1320 - Fridhman 1327 | Ortsnamen, die Personennamen gleich sind | |
| Hänisch                                   | Nowy Targ              | - Henysch 1409 | Ortsnamen, die Personennamen gleich sind | - Wüstung; |
| Piszczec (Pfeifer)                        | Nowy Targ              | - eccl. de Phyfer 1350–1351 - scultetissa de Ffeyphar 1396 | Ortsnamen, die Personennamen gleich sind | - die Pfarrei in Ostrowsko |
| Rytro (Ritter)                            | Nowy Sącz (Neu Sandez) | - castrum Ritter 1312 | Ortsnamen, die Personennamen gleich sind | - eine Grenzburg; |
| Szaflary                                  | Nowy Targ              | - Szafflar 1334 - Saphlar 1338 - Sewfler 1350–1351 | Ortsnamen, die Personennamen gleich sind | - auch eine Grenzburg; |
| Szyk (Schiek)                             | Limanowa               | - Schyk 1398 - Schik 1540 | Ortsnamen, die Personennamen gleich sind | - Deutsche Herkunft des Namens umstritten; |
| Waksmund (Wachsmunt)                      | Nowy Targ              | - Waxmund 1334 - Wachsmunt (1338) 1339 | Ortsnamen, die Personennamen gleich sind | |
| Krempachy (Krummbach)                     | Nowy Targ/Zips         | - Krompach 1439 |                                          | |
| Rajbrot (Rothembrot (>Roggenbrot))        | Nowy Wiśnicz           | - Rabroth 1318 - Rothembrot 1325 - Rokenbrot 1346–1358 - Rokbrot 1396 - Rabbroth 1419 - Rychbrot 1470                                                             |                                          | |
| Czerniec (Bramdorf)                       | Nowy Sącz (Neu Sandez) | - Bramdorf 1323 | -dorf                                    | |

## Andere Gebiete
| Ort                            | Einzugsgebiet/ Siedlungsgebiet | Erwähnungen                                                                                          | Namenskategorie                          | Bemerkungen                                                                           |
| ------------------------------ | ------------------------------ | --- | ---------------------------------------- | ------------------------------------------------------------------------------------- |
| Frywałd (Freiwalde)            | Chrzanów                       | - Friwald 1400 - Chriwald 1490 - Friwalth 1529                                                       | -wald                                    |                                                                                       |
| Kolbark (Kolberg)              | Olkusz                         | - de Kolbark 1372 - Slow alias Colbark (1385) 1403 - Kolberg 1393 - Kolbarg 1421                     | -berg                                    |                                                                                       |
| Mszana Dolna (Königsberg)      | Raba/Rabka                     | - Kinsbark 1365                                                                                      | -berg                                    |                                                                                       |
| Olsztyn (Hohlstin)             | Tschenstochau                  | - Holstin 1358 - Holstein 1411                                                                       | -stin (-stein)                           |                                                                                       |
| Pieskowa Skała (Peschkenstein) | Olkusz                         | - Peskensten 1315 - Peschkensteyn 1418                                                               | -stin (-stein)                           |                                                                                       |
| Rabsztyn (Rab(en)stein)        | Olkusz                         | - Rabsteyn 1399 - Rabstheyn 1403 - Rapsten 1414                                                      | -stin (-stein)                           |                                                                                       |

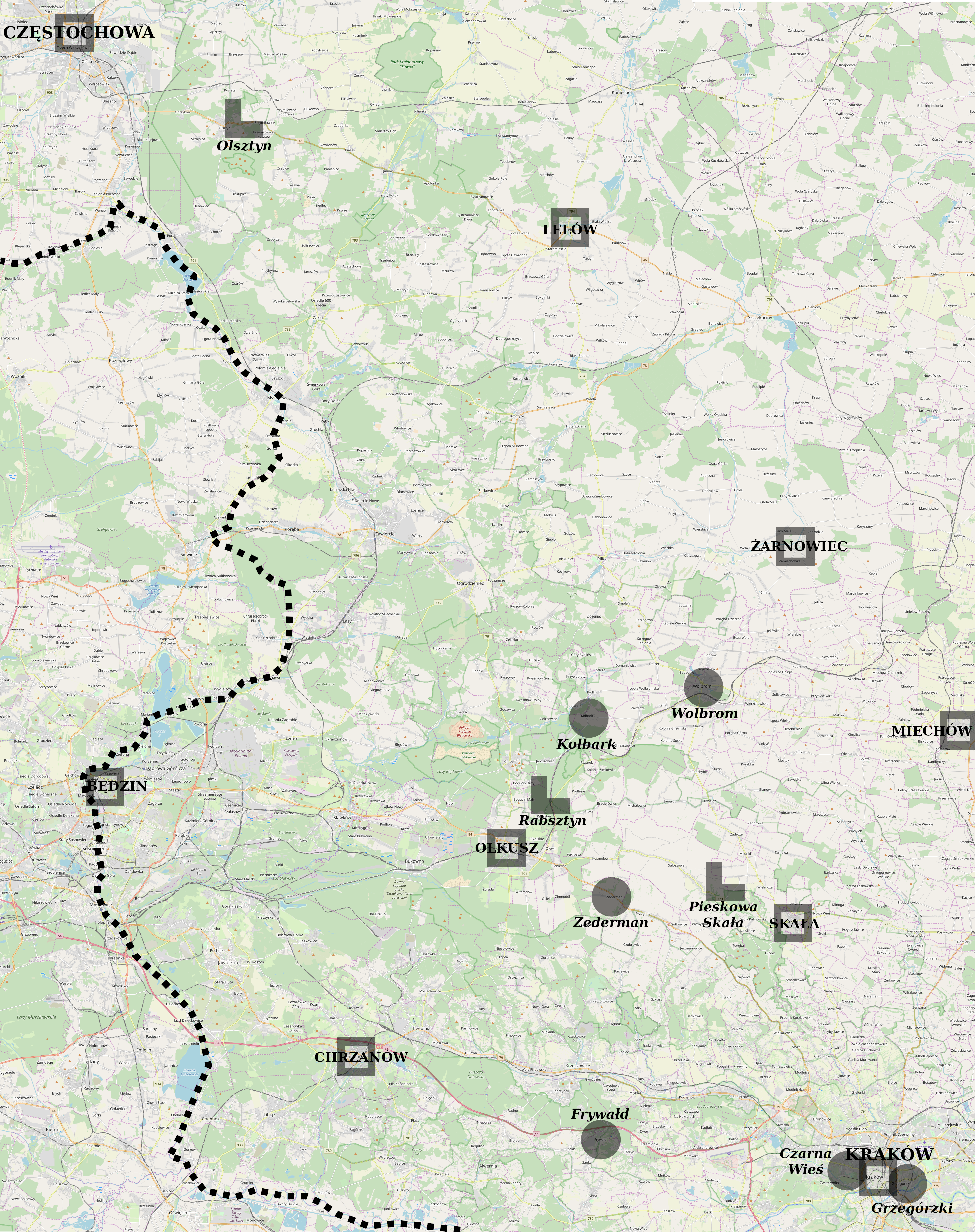
Deutsche Ortsnamen zwischen Częstochowa und Krakau

| Lanckorona (Landskron)         | Skawa/Wadowice                 | - Lanczcorona 1347 - Castrum Landiscronensem 1359 - Landiscrone 1375                                 | -krone                                   | - eine Burg vor der Gründung der Stadt;                                               |
| Zederman                       | Olkusz                         | - Zanderman 1358                                                                                     | Ortsnamen, die Personennamen gleich sind |                                                                                       |
| Wolbrom (Wolfram)              | Olkusz                         | - De civitate Wolwrami 1346–1358 - de Wolwram 1369                                                   | Ortsnamen, die Personennamen gleich sind |                                                                                       |
| Grzegórzki (Gregorsdorf)       | Kraków                         | - Gregorsdorf 1392 - Gregorsdorf 1439                                                                | -ice,-ki (diminutiv), -dorf              | - früher Grzegorzowice, einst Dorf, heute Stadtviertel von Krakau;                    |
| Prokocim (Prokendorf)          | Kraków                         | - allodium … Prokendorff 1395 - allodil Prokendorff 1396                                             | -dorf                                    | - früher Dorf, heute Stadtviertel von Krakau;                                         |
| Czarna Wieś (Schwarzendorf)    | Kraków                         | - incolis Nigre Uille 1358 - Czarna Wes 1363 - in dem Swarczen dorfe 1394 - im Schwarczendorffe 1424 | -dorf                                    | - einst Dorf, heute Stadtviertel von Krakau - wahrscheinlich eine Gemischte Siedlung; |

### Herzogtum Auschwitz bzw. Zator
| Ort                                                                | Einzugsgebiet/ Siedlungsgebiet | Erwähnungen | Namenskategorie                                    | Bemerkungen |
| ------------------------------------------------------------------ | ------------------------------ | --- | -------------------------------------------------- | --- |
| Barwałd (Dolny) (Górny und Średni) (Bär(e)nwalde oder Ber(n)walde) | Skawa/Wadowice                 | - Berwald 1318–1320 - [Item Iohannes, plebanus ecclesie de] Berwald 1326–1327 - Bernwald 1447 | -wald                                              | - Auch eine Burg; - Möglicherweise ein Teil der Bielitz-Bialaer Sprachinsel im Mittelalter; - Julian Zinkow glaubte, dass der Name vom im Mittelalter in Polen weitverbreiteten Vornamen Berwold/Bierwołt abgeleitet sein konnte. |
| Inwałd (Henn(en)walde)                                             | Skawa/Wadowice                 | - villam… Hoynewaldt (1317) 1556 - [Item Henricus, plebanus ecclesie de] Helwand 1326–1327 - Henwald 1346–1358 - Himwald 1441 - Hinwalth 1529 (Hynwalt)                                                                                            | -wald                                              | - Möglicherweise ein Teil der Bielitz-Bialaer Sprachinsel im Mittelalter; - Wahrscheinlich entvölkert in den Hussitenkriegen; |
| Rychwałd (Lichtenwald/Reichwalde)                                  | Soła/Żywiec (Saybusch)         | - Lichtinwalth 1335 - Lichtenwald 1349 - Rychwald (1395) 1778 | -wald                                              | - Möglicherweise ein Teil der Bielitz-Bialaer Sprachinsel im Mittelalter; |
| Piotrowice (Peterswald)                                            | Skawa/Zator                    | - de Peterwaldi (1292) 1569 - Petirswalde props Zathor 1440 | -wald                                              | - Möglicherweise ein Teil der Bielitz-Bialaer Sprachinsel im Mittelalter; |
| Samborek (Schönberg)                                               | Skawina                        | - Samporcone 1335 - Synbork 1381 - Szinbark 1394 - Sambork 1427 - Sthymborg 1456 - Schymbarg bzw. Sthymbark: 1470–1480 (Jan Długosz) - Samborek 1581                                                                                               | -berg                                              | - früher Dorf an der Grenze zu Schlesien, heute Stadtviertel von Skawina; |
| Wadowice (Frauenstadt)                                             | Soła/Oświęcim (Auschwitz)      | - Frawenstat 1400 - Frawenstat 1437 | -stadt                                             | - Möglicherweise ein Teil der Bielitz-Bialaer Sprachinsel im Mittelalter; - Andere deutsche Namen von Wadowice im Mittelalter waren Jungferstadt und Frauendorf. - Rudolf Temple meinte, dieser Name sei unserer lieben Frau gewidmet |
| Zator (Neuenstadt)                                                 | Soła/Oświęcim (Auschwitz)      | - Zator 1240 - Newenstadt 1400 - Newenstad andirs genant Zathor (1447) 1449 | -stadt                                             | - Möglicherweise ein Teil der Bielitz-Bialaer Sprachinsel im Mittelalter; - Zator erhielte das Stadtrecht im Jahr 1292, die Abschrift aus dem Jahr 1569 enthielt einige deutsche Namen damals angrenzenden Dörfer - 1399 wurde die Nova Civitates gegründet – es handelte sich um eine separate Stadt nördlich der im Jahr 1292 gegründeten Stadt; |
| Hałcnów (Alzenau)                                                  | Biała/Bielsko-Biała            | - Halcznow 1404 - Halschnowa 1436 - Halcznow 1446 - Altzenau, poln. Halznow 1796–1802 | -ów (slawisch), eventuell -au (18. Jahrhundert)    | - Bis zum 20. Jahrhundert ein Teil der Bielitz-Bialaer Sprachinsel - Der Name Hałcnów ist eine phonetisch-morphologische Adaptation des ursprünglich deutschen (obwohl im Mittelalter nie erwähnten) Namens Alzenau (Alzen mit dem Suffix -au) in die polnische Sprache.                                                                           |
| Nidek (Neidecke)                                                   | Skawa/Wadowice                 | - [Item Iohannes, plebanus ecclesie de] Nidek 1326–1327 - Neydecke 1445 | -ecke                                              | - Möglicherweise ein Teil der Bielitz-Bialaer Sprachinsel im Mittelalter; |
| Witkowice (Moosgrund)                                              | Soła/Oświęcim (Auschwitz)      | - [Item Gisko, plebanus ecclesie de] Mosgront seu Witcowicz 1326–1327 - Mosgrunt 1335, 1346–1358, 1400 | -grund                                             | - Möglicherweise ein Teil der Bielitz-Bialaer Sprachinsel im Mittelalter; - Doppelname deutet auf bedeutsamen Anteil polnischer Bewohner; |
| Kęty (Liebenwerd(e))                                               | Soła/Oświęcim (Auschwitz)      | - Canthi 1242 - Libinwerde 1368 - Libenwerde 1391 - Kanthi alias Libenwerd 1428 | -werd(e) mhd. wert "Werder"                        | - Möglicherweise ein Teil der Bielitz-Bialaer Sprachinsel im Mittelalter; - Stadtrecht aus dem Jahr 1277; - Unter belegten deutschen Personennamen im Mittelalter sind: Peter Gleczer, Peter Honnig, Martin Schneider; |
| Źebracze (Bettler)                                                 | Biała/Bielsko-Biała            | - Bettelsdorff 1388 - Seller 1566 | Ortsnamen, die Personennamen gleich sind           | - früher Dorf an der Mündung von Biała, heute Stadtteil von Czechowice-Dziedzice - Möglicherweise ein Teil der Bielitz-Bialaer Sprachinsel im Mittelalter; |
| Poręba Wielka (Suttner)                                            | Soła/Oświęcim (Auschwitz)      | - Item Mathias, plebanus ecclesie de Paromba 1326–1327 - Suthnar seu Poramba 1350–1351 | Ortsnamen, die Personennamen gleich sind           | - Möglicherweise ein Teil der Bielitz-Bialaer Sprachinsel im Mittelalter; - Doppelname deutet auf bedeutsamen Anteil polnischer Bewohner; |
| Biertołtowice (Batzdorf)                                           | Biała/Bielsko-Biała            | - Bertoltowitz 1305 - [Item Symon, plebanus ecclesie de] villa Bertholdi 1326–1327 - Betzdorff 1566 - Bertzdorff 1571 | -(ow)ice (slawisch), -dorf                         | - Heute der südliche Teil von Komorowice Śląskie i Krakowskie - Möglicherweise ein Teil der Bielitz-Bialaer Sprachinsel im Mittelalter; - Das Suffix -owice (1305) deutete auf polnischsprachige Mehrheit der ersten Siedler; |
| Bratmannsdorf                                                      | Soła/Oświęcim (Auschwitz)      | - Bratmansdorff 1400 | -dorf                                              | - Unidentifiziert; - Kurt Lück identifizierte es als Osiek, während Józef Putek als Palczowice; - Möglicherweise ein Teil der Bielitz-Bialaer Sprachinsel im Mittelalter; |
| Dankowice (Damkendorf)                                             | Soła/Oświęcim (Auschwitz)      | - [Item Rudgerus, plebanus ecclesie de] Damcowicz 1326–1327 - Damkyndorff 1413 | -(ow)ice (slawisch), einmal -dorf                  | - Möglicherweise ein Teil der Bielitz-Bialaer Sprachinsel im Mittelalter; |
| Frydrychowice (Friedrichsdorf)                                     | Skawa/Wadowice                 | - [Item Nicolaus, plebanus ecclesie] Wridirichowicz 1326–1327 - Fruczdorf 1419 - Fridrichsdorf 1454 | -ice (slawisch), zweimal -dorf                     | |
| Gierałtowice (Geraltsdorf)                                         | Skawa/Wadowice                 | - [Item Bartholomeus, plebanus ecclesie de] Villa Gerardi 1326–1327 - Geraltsdorff 1400 | -ice (slawisch) -dorf (einmal)                     | - Möglicherweise ein Teil der Bielitz-Bialaer Sprachinsel im Mittelalter; |
| Gilowice (Gi(g)ersdorf)                                            | Soła/Żywiec (Saybusch)         | - [Item Rodulphus, plebanus ecclesie de] Gigersdorf seu Gerowicz 1326–1327 - Giliowice 1581; | -ice (slawisch), einmal -dorf                      | - Möglicherweise ein Teil der Bielitz-Bialaer Sprachinsel im Mittelalter; - Doppelname deutet auf bedeutsamen Anteil polnischer Bewohner; |
| Głębowice (Chundorf/Gundorf)                                       | Skawa/Wadowice                 | - [Item Andres, plebanus ecclesie de] Glambowicz 1326 - Glambowicz seu Chundorf 1327–1328 - Glambovicz seu Gundorf 1346 | -ice/-dorf                                         | - Möglicherweise ein Teil der Bielitz-Bialaer Sprachinsel im Mittelalter; - Doppelname deutet auf bedeutsamen Anteil polnischer Bewohner; |
| Przeciszów (Hartmannsdorf)                                         | Skawa/Zator                    | - ad metas de Hartundisdorff 1292 - [Item Jacobus, plebanus ecclesie de] Villa Hertmanni 1326–1327 - Przecznow 1396 - Hartmansdorff 1400 | -dorf                                              | - Möglicherweise ein Teil der Bielitz-Bialaer Sprachinsel im Mittelalter; - Identifikation umstritten; |
| Keimanndorf                                                        | Soła/Oświęcim (Auschwitz)      | - Keymandorff 1400 | -dorf                                              | - Unidentifiziert; - Kurt Lück identifizierte es als Polanka Wielka, Józef Putek als Smolice; - Möglicherweise ein Teil der Bielitz-Bialaer Sprachinsel im Mittelalter; |
| Lipnik (Kunzendorf)                                                | Biała/Bielsko-Biała            | - [Item Marcus, plebanus ecclesie de] Lipnik 1326–1327 - villam Cziraczendorffe [Cunczendorff] in districtu Osuianczimiensi sitam 1433 - villa Lypnyk alias Concedorff (1443) 1510 - Kuntzdorf 1736                                                | -dorf                                              | - früher Dorf, jetzt Stadtviertel von Bielsko-Biała - Bis zum 20. Jahrhundert ein Teil der Bielitz-Bialaer Sprachinsel |
| Łodygowice (Lodwigsdorf)                                           | Soła/Żywiec (Saybusch)         | - Lisconi sculteto de Loduicouiche 1310 - Ludovicivilla 1364 - Villa Ludvici 1373 - Lodwigsdorf . . . in vnserm Zeywisschem weigbilde gelegen 1445                                                                                                 | -dorf                                              | - Möglicherweise ein Teil der Bielitz-Bialaer Sprachinsel im Mittelalter; |
| Komorowice Krakowskie i Śląskie (Mückendorf)                       | Biała/Bielsko-Biała            | - Muthindorf ca. 1305 - Mickendorff 1566 - Mückendorf, polnisch Komorowice 1796–1802 | -dorf                                              | - Möglicherweise ein Teil der Bielitz-Bialaer Sprachinsel im Mittelalter; - Polnische Name direkte Übersetzung des deutschen Namens; |
| Mikuszowice (Nickelsdorf)                                          | Biała/Bielsko-Biała            | - Nickelstorff. . .bis zu den Grenitzen des Dorfs Kemnitz 1312 - wald bei Nickelsdorf, in unserm teschnischen und auswintzschen gebiete and weichbilde gelegen 1413 - Niffkelstorf 1547 - Nickelstorff 1566 - Niclsdorf, polnisch Mikuszowice 1736 | -dorf                                              | - Bis zum 20. Jahrhundert ein Teil der Bielitz-Bialaer Sprachinsel |
| Pietrzykowice (Petersdorf)                                         | Soła/Żywiec (Saybusch)         | - Petrisvilla 1364 - Villa Petri 1373 - Petirsdorf in …Zeywischem weigbilde gelegen 1445 | -dorf                                              | - Möglicherweise ein Teil der Bielitz-Bialaer Sprachinsel im Mittelalter; |
| Pisarzowice (Schreibersdorf)                                       | Soła/Oświęcim (Auschwitz)      | - [Item Willielmus, plebanus ecclesie de] Villascriptoris 1326–1327 - Pyszarowicze 1457 | -(ow)ice (slawisch)                                | - Möglicherweise ein Teil der Bielitz-Bialaer Sprachinsel im Mittelalter; - Deutsch klingende Name des ersten Priesters; - Die Pfarrei umfasste auch Hecznarowice; |
| Kozy (Seifriedsdorf)                                               | Biała/Bielsko-Biała            | - de Duabus capris seu Siffridivilla deserta 1325–1327 - von Seyfridsdorf 1413 - Seibersdorf 1736 | -dorf                                              | - Teil der Bielitz-Bialaer Sprachinsel bis zum 18. Jahrhundert; - Doppelname deutet auf bedeutsamen Anteil polnischer Bewohner; |
| Wiglowice (Weigelsdorf)                                            | Soła/Oświęcim (Auschwitz)      | - Beigelsdorff 1400 | -dorf                                              | - früher Dorf, heute Weiler von Laskowa - Möglicherweise ein Teil der Bielitz-Bialaer Sprachinsel im Mittelalter; |
| Stara Wieś (Wilmsdorf)                                             | Soła/Oświęcim (Auschwitz)      | - [Item Henricus, plebanus ecclesie de] Antiquo Willamowicz 1326–1327 - Wilmesduf 1529 | -dorf                                              | - Möglicherweise ein Teil der Bielitz-Bialaer Sprachinsel im Mittelalter; - Deutsch klingende Name des ersten Priesters; |
| Zygodowice (Schottenhau)                                           | Skawa/Wadowice                 | - villae … Schygod vel Schottenhow 1317 | -hau (Rodungsnamen)                                | - Möglicherweise ein Teil der Bielitz-Bialaer Sprachinsel im Mittelalter; |
| Wilamowice (Wilmeshau)                                             | Soła/Oświęcim (Auschwitz)      | - [Item Iohannes, plebanus ecclesie de] Novovillamowicz 1326–1327 - von Wilmeschau 1439 - [Petir Kawder cultelifaber de] Wilmsdorff - von Wilmeschau 1443 - von Wylmysaw 1447                                                                      | -(ow)ice (slawisch), eventuell -hau (Rodungsnamen) | - Bis zum 20. Jahrhundert ein Teil der Bielitz-Bialaer Sprachinsel |